# Saudron
Saudron ist eine französische Gemeinde mit 42 Einwohnern (Stand: 1. Januar 2022) im Département Haute-Marne in der Region Grand Est (vor 2016 Champagne-Ardenne); sie gehört zum Arrondissement Saint-Dizier und zum Kanton Poissons. 

## Geographie
Saudron liegt an der oberen Orge, etwa 30 Kilometer südöstlich des Stadtzentrums von Saint-Dizier. Umgeben wird Saudron von den Nachbargemeinden Bure im Norden und Osten, Gillaumé im Süden und Südosten, Échenay im Süden und Südwesten, Pansey im Westen und Südwesten sowie Effincourt im Westen und Nordwesten.
Zwei Kilometer östlich befindet sich eines der vier französischen Zentren zur Erforschung eines End- oder Zwischenlagers für hoch- oder mittelradioaktiven Abfall.

## Bevölkerungsentwicklung
| Jahr                       | 1962 | 1968 | 1975 | 1982 | 1990 | 1999 | 2006 | 2011 | 2019 |
| -------------------------- | ---- | ---- | ---- | ---- | ---- | ---- | ---- | ---- | ---- |
| Einwohner                  | 83   | 65   | 55   | 46   | 38   | 39   | 35   | 35   | 45   |
| Quellen: Cassini und INSEE |      |      |      |      |      |      |      |      |      |

## Sehenswürdigkeiten

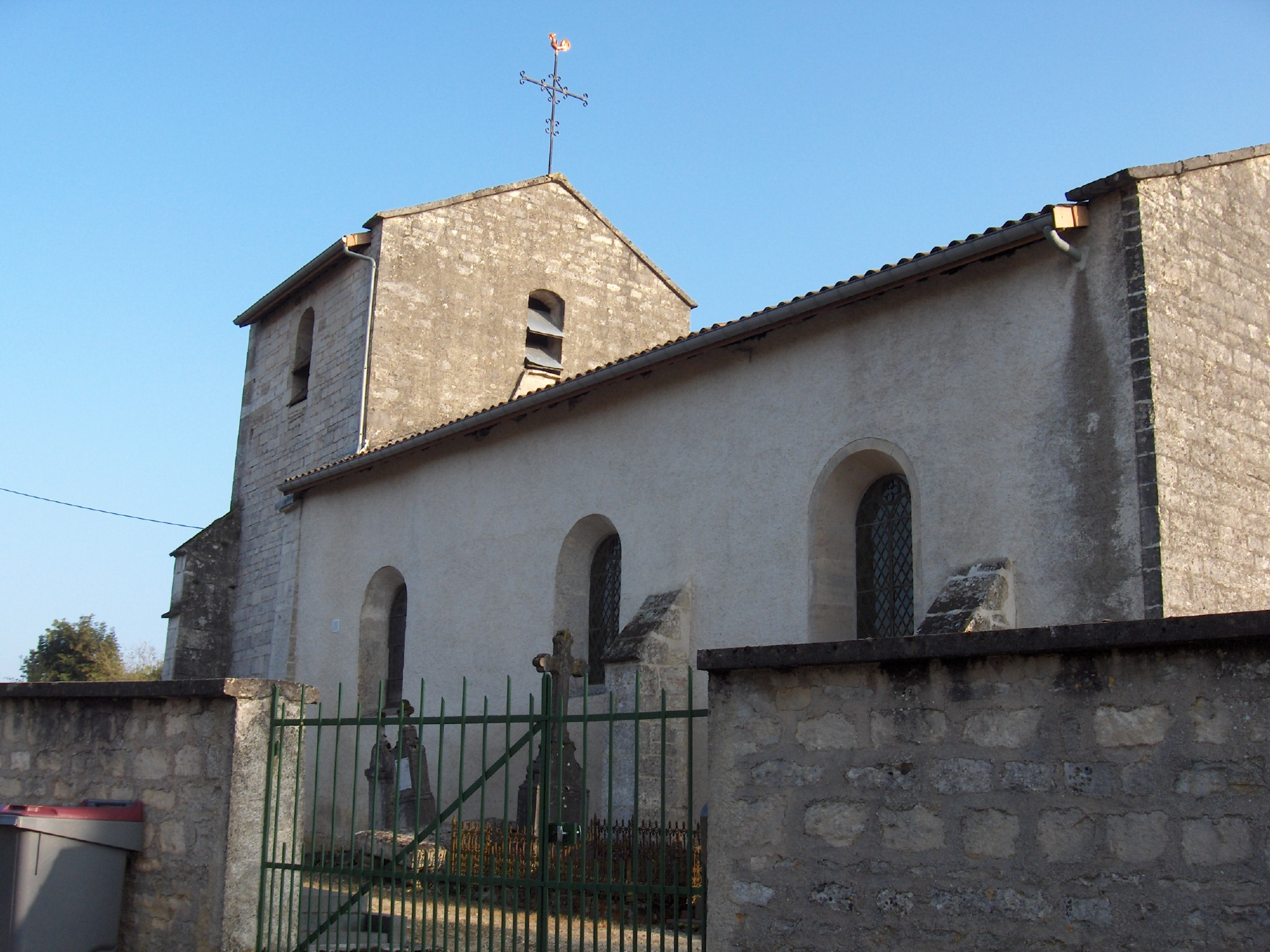
Kirche Saint-Félix

- Kirche Saint-Félix
- Waschhaus an der Orge